# Měšec

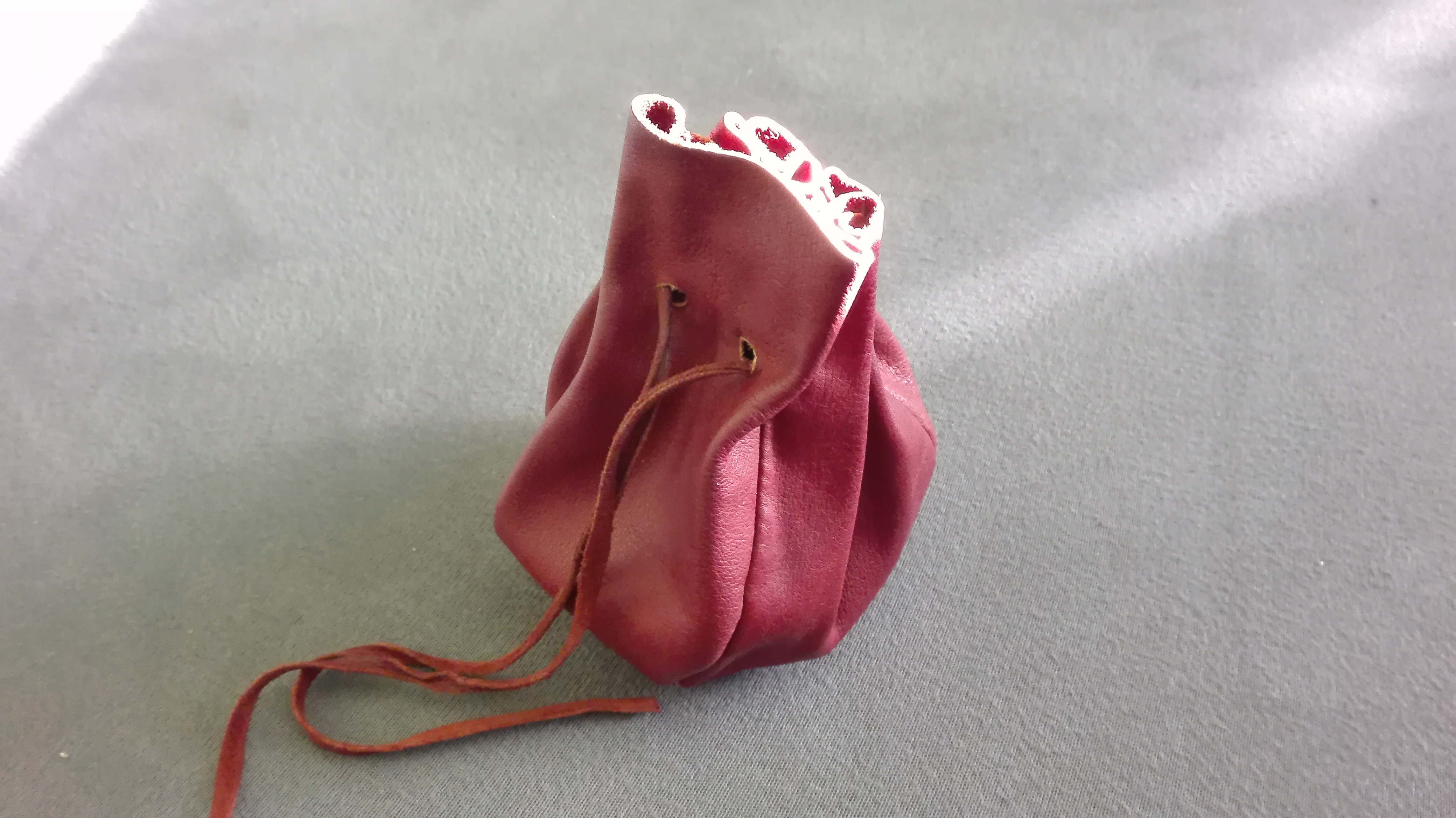
Měšec

Měšec nebo váček na mince je druh pouzdra na nošení mincí. Jedná se o celek s otvory v horní části, sešitý z několika kusů kůže a svázaný provázkem nebo kusem kůže. Na rozdíl od peněženky neslouží k ochraně obsahu, ale k jeho shromáždění na jedno místo a přenášení nejčastěji na opasku nebo v kapse.
Měšce se vyskytují v celé řadě provedení a barev. Jako nejběžnější a nejvhodnější materiál se používá kůže, ale lze se setkat i s plátěnými.

## Historie
Používání měšců coby obalu na přenášení věcí a později mincí lze vysledovat už v pravěku. Toto tvrzení je doloženo mnohými archeologickými nálezy.  Jako nejznámější je nález ledového může – Ötziho, který jej používal na přenášení troudnatce kopytovitého na rozdělávání ohně.
K největšímu rozšíření měšců došlo s používáním mincí jako platidla. Postupem času se stal každodenní záležitostí a byl hojně využíván (Starověký Egypt, Antický Řím a Řecko).
Podle měšce se dalo ve starověku a středověku poznat sociální postavení člověka, kdy bohatí měšťané a šlechta používali měšce vyrobené z luxusních materiálů a honosně zdobené zlatou nití atd.
K masivnímu úpadku měšců došlo s rozvojem papírových bankovek a s vynálezem peněženky.

## Nevýhody
Stejně jako peněženky, tak i měšce se stávaly terčem zlodějů, kvůli jejich cennému obsahu a relativně snadné dostupnosti.

## Současnost
Dnes se již měšce nepoužívají v takové míře jako ve středověku, ale je možné na ně občas narazit.